# 左徒
左徒，是楚国特有官职。《史记》载春申君与屈原曾任左徒。《史記·楚世家》：“楚考烈王以左徒为令尹，封以吴，号春申君。”，又《史记·屈原贾生列传》：“屈原者，名平，楚之同姓也，为楚怀王左徒。……入则与王图议国事，以出号令；出则接遇宾客，应对诸侯。”后人亦以左徒作为屈原的别称。
但是“左徒”的职掌及官阶等情况，史记及其它古籍中并没有记载。后世学者持许多看法，莫有定论。
- 张守节《史记正义·屈原列传》认为：“盖今左、右拾遗之类。”，为言官。
- 姜亮夫《史记屈原列传疏证》认为左徒就是莫敖。
- 民国人王汝弼《左徒考——屈赋发微之一》说左徒是左史。
- 赵逵夫在《屈原与他的时代》考证左徒与中原国家所谓“行人”同，为外交官员。
- 张中一《屈原新传·屈原是个神奇的大巫学家》一文说“屈原左徒官职是巫官。”
- 林庚《民族诗人屈原传》认为左徒是太傅。
- 游国恩认为左徒是令尹的副职。
- 汤炳正《屈赋新探·左徒与登徒》认为左徒是左登徒。
- 聂石樵《屈原论稿》左徒是仅次于宰相的官。
- 姚小鸥在《〈离骚〉“先路”与屈原早期经历的再认识》认为左徒是太仆之类小官。